# The Beginner's Guide
The Beginner's Guide è un videogioco d'avventura del 2015, sviluppato e pubblicato da Everything Unlimited per Microsoft Windows, macOS e Linux. Il gioco è stato creato da Davey Wreden, già autore del videogioco The Stanley Parable, ed è uscito esclusivamente in versione digitale, su Steam, dal 1º ottobre 2015 su Microsoft Windows, macOS e Linux. Questo è anche il secondo titolo interattivo creato da Wreden grazie al successo e alle critiche di The Stanley Parable. Il gioco è narrato dallo stesso Wreden e porta il giocatore attraverso una serie di creazioni incomplete di videogiochi realizzate da uno sviluppatore che si fa chiamare Coda. Wreden sfida il giocatore a cercare di capire il tipo di persona che è Coda, esplorando questi spazi in una prospettiva in prima persona. All'interno della narrativa, il giocatore scopre che Wreden ha cercato di forzare troppo il significato dei videogiochi di Coda, causandone la fine. Wreden ha dichiarato che il gioco è aperto a interpretazioni: alcuni hanno visto il gioco come un commento generale sulla relazione tra sviluppatori di videogiochi e giocatori, mentre altri lo hanno considerato un'allegoria delle lotte personali di Wreden grazie anche al successo derivante da The Stanley Parable.

## Trama
In uno dei giochi di Coda, Wreden rimuove alcuni muri che nascondevano tutti i lunghi e numerosi corridoi inaccessibili che il programmatore ha creato.
Il concetto del gioco si basa sul tentativo di comprendere la natura di una persona, in questo caso il programmatore Coda, basata sull'esplorazione di vari file e documenti senza altre note o documentazione. Nel gioco, il giocatore, aiutato dalla narrazione di Wreden, capisce che uno sviluppatore di videogiochi chiamato Coda aveva incontrato Wreden al Game jam del 2009. Coda è raccontato come una persona enigmatica che ha creato numerose e stranissime idee di gioco che ha successivamente eliminato o immagazzinato e dimenticato. Il giocatore esplora questi giochi, la maggior parte di questi sono stati parzialmente sviluppati tra il 2008 e il 2011, e il giocatore, incoraggiato dalla narrazione di Wreden, cerca di immaginare come potrebbe essere la personalità di Coda, in base agli spazi di gioco astratti e non convenzionali che ha creato. The Beginner's Guide (letteralmente Guida per principianti) è presentato in ordine cronologico e vede molti prototipi di Coda, e la continua progressione del lavoro di Coda, e il successivo apprendimento del narratore.
Wreden spiega che lui stesso è stato ispirato da molti concetti videoludici di Coda, fornendo la sua analisi sui temi che ha percepito apparire nei videogiochi creati dal programmatore. Tuttavia, Wreden ha notato che molti dei suoi videogiochi si basano sul tema della prigionia, isolamento e difficoltà di comunicazione con gli altri. I giochi di Coda assumevano quindi un tono più cupo e richiedevano molto più tempo per essere prodotti facendo capire al giocatore che lo sviluppo di questi non era più una cosa positiva per Coda. Wreden si è preoccupato del fatto che Coda si sentisse depresso e appesantito dallo sviluppo dei videogiochi e si è assunto il compito di mostrare alcuni dei concetti di gioco di Coda agli altri per ottenere un feedback e per incoraggiare Coda a sviluppare più videogiochi. Tuttavia, questo, a sua volta, ha portato Coda a disegnare molto di più e a rimanere in solitudine. Ad un certo punto, nel 2011, Wreden crede che Coda ha smesso di fare videogiochi, fino a quando non gli è stata inviata un'email con un link privato che portava ad una partita con Coda.
Questo gioco, in netto contrasto con gli altri che Coda aveva realizzato, includeva puzzle quasi irrisolvibili e una porta che non poteva essere aperta all'interno del videogioco. Wreden scoprì che, grazie a vari strumenti di programmazione per aggirarla, la porta finiva in una galleria con un messaggio di Coda che gli chiedeva esplicitamente di non parlargli più né di mostrare i suoi giochi agli altri. I messaggi suggerivano che Coda si sentiva offeso da Wreden che scambiava i suoi videogiochi come un segno di una lotta emotiva. Un'altra cosa che Coda ha accusato era che Wreden modificava i suoi videogiochi per aggiungere più simbolismo e questo lo ha, in qualche modo, tradito. Di conseguenza, Wreden si sentì malissimo per quello che aveva fatto e rivelò che lo scopo di The Beginner's Guide era quello di provare a ricollegarsi con Coda, condividendo i suoi giochi con il pubblico in generale e sperando di scusarsi per le sue azioni.
Il gioco si conclude con un livello di epilogo con Wreden che racconta scarsamente della sua dipendenza dalla convalida sociale, qualcosa che vedeva come la causa per mostrare i videogiochi di Coda ad altre persone.

## Modalità di gioco
Realizzato con il motore grafico Source Engine, The Beginner's Guide si presenta molto simile a The Stanley Parable, essendo un videogioco in prima persona tuttavia privo degli elementi degli sparatutto o dei rompicapo. Attraverso i diciassette capitoli del gioco, il protagonista si troverà ad affrontare un singolo puzzle e conversare con NPC.